# Fången på Zenda (film, 1937)
Fången på Zenda (engelska: The Prisoner of Zenda) är en amerikansk äventyrsfilm från 1937 i regi av John Cromwell. Filmen är baserad på Anthony Hopes roman Fången på Zenda från 1894. I huvudrollerna ses Ronald Colman, Madeleine Carroll, Douglas Fairbanks Jr., David Niven, Raymond Massey och Mary Astor. Filmen nominerades till två Oscars. 

## Handling
En ung engelsman, Rudolf Rassendyll, kommer till ett litet kungadöme för att vara med när hans kusin kröns till kung. Han upptäcker snart att han är identiskt lik kronprins Rudolf. Men kungens styvbror Michael har också anspråk på tronen och kidnappar kronprinsen. Rassendyll får rycka in som stand-in vid kröningen och snart har han förälskat sig i prinsessan Flavia.

## Om filmen
Som teknisk rådgivare (Technical Advisor) fungerade Sigvard Bernadotte.
Romanen har filmatiserats ett flertal gånger, bland annat 1952 med James Mason, se Fången på Zenda (1952).

## Rollista i urval
- Ronald Colman - major Rudolf Rassendyll / kronprins Rudolf
- Madeleine Carroll - Prinsessan Flavia, kronprinsens förlovade
- C. Aubrey Smith - överste Zapt
- Raymond Massey - hertig Michael
- Mary Astor - Antoinette de Mauban, Michaels förlovade
- David Niven - kapten Fritz von Tarlenheim
- Douglas Fairbanks jr. - Rupert av Hentzau
- Montagu Love - Detchard
- William von Brincken - Kraftstein
- Florence Roberts - Duenna
- Torben Meyer - Max, butlern
- Lawrence Grant - Marshal Strakencz
- Ralph Faulkner - Bersonin
- Byron Foulger - Master Johann
- Howard Lang - Josef, betjänt
- Alexander D'Arcy - De Gautet